# 유추 (조절후)
유추(劉蒭, ? ~ ?)는 전한 후기의 제후로, 성양강왕의 손자이다.

## 행적
아버지 유산의 뒤를 이어 조후(棗侯)에 봉해졌다.
시호를 절이라 하였고, 작위는 아들 유첩득이 이었다.

## 출전
- 반고, 《한서》 권15하 왕자후표 下

| 선대 아버지 조원후 유산 | 전한의 조후 ? ~ ? | 후대 아들 유첩득 |